# (2388) Gaze
(2388) Gaze (1977 EA2; 1931 JO; 1973 EO; 1973 GE; 1978 SR2; 1981 GE1) ist ein ungefähr sieben Kilometer großer Asteroid des inneren Hauptgürtels, der am 13. März 1977 vom russischen (damals: Sowjetunion) Astronomen Nikolai Stepanowitsch Tschernych am Krim-Observatorium (Zweigstelle Nautschnyj) auf der Halbinsel Krim (IAU-Code 095) entdeckt wurde.

## Benennung
(2388) Gaze wurde nach der russischen Astronomin Wera Fjodorowna Gase (1899–1954) benannt, die am Pulkowo-Observatorium und an der Zweigstelle des Krim-Observatoriums in Simejis an der Forschung von Diffusen Nebel arbeitete. Gaze ist die englischsprachige Schreibweise ihres Familiennamens.